# Ford Model B (1904)

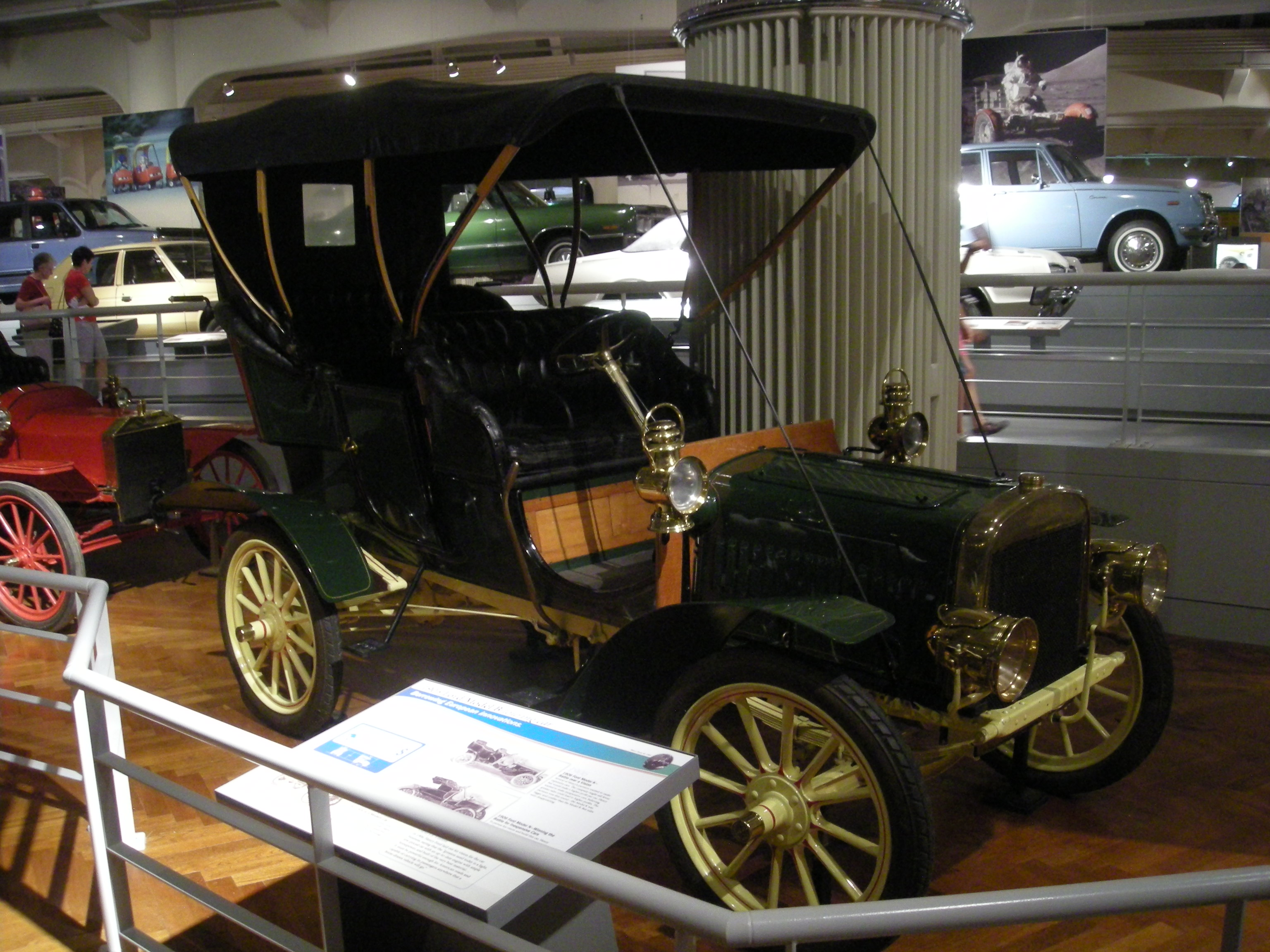
Model B in het Henri Ford Museum in Dearborn (Michigan)

De Ford Model B was het derde model van de Ford Motor Company.
De auto werd geproduceerd van 1904 tot 1906. Het was een zeer luxe auto. Toen de auto op de markt kwam, kostte hij 2000 dollar, wat voor die tijd zeer duur was. Hij had een viercilindermotor van 24 pk. De auto woog 771 kg en had twee versnellingen. Er was een twee- en vierpersoonsuitvoering. Daarnaast was er ook nog wat ruimte voor bagage.
De productie van de auto werd na drie jaar gestaakt, omdat de verkoop van Model C sneller ging dan die van een model B. De prijs van een Model C was dan ook een derde van die van een Model B. Model B werd in 1906 opgevolgd door Ford Model K.